# Antes que anochezca

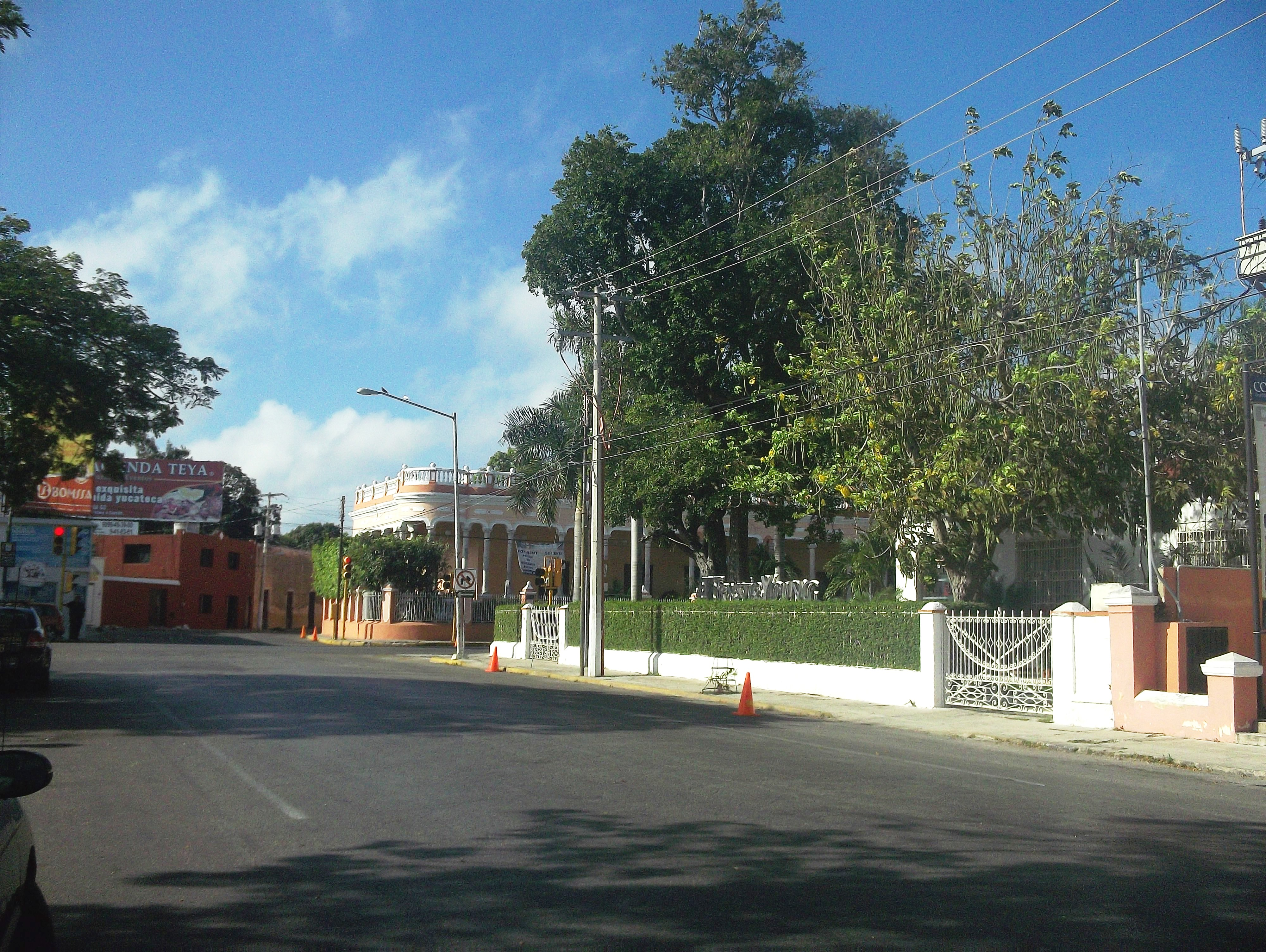
Mansión del Barrio de Itzimná en Mérida, Yucatán, la cual fue habilitada como sitio de reunión de los poetas.

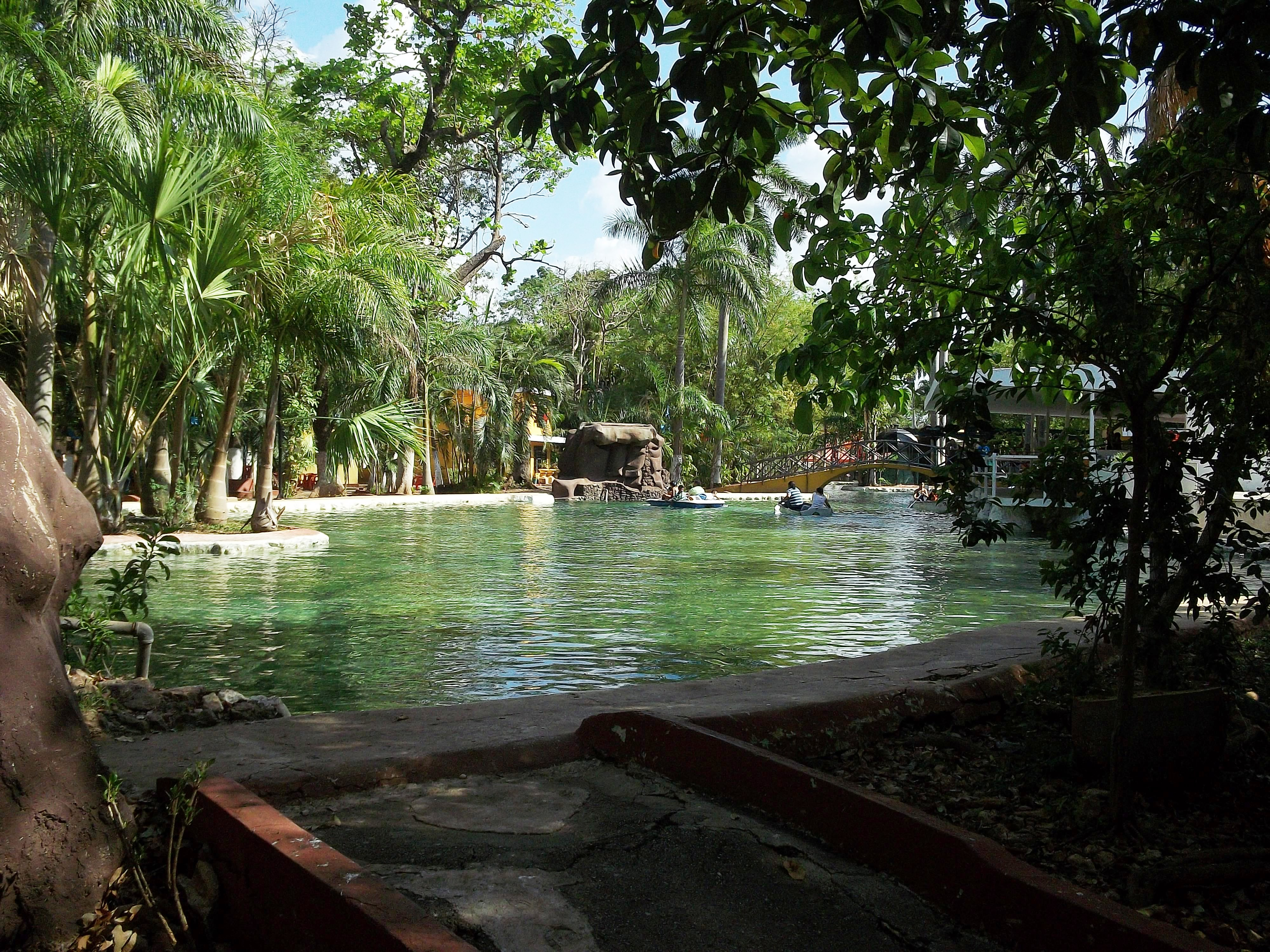
Lago del parque Zoológico del Centenario en Mérida, Yucatán, el cual fue habilitado como café de reunión.

Antes que anochezca es una película estadounidense del año 2000, del género drama, dirigida por Julian Schnabel y protagonizada por Javier Bardem, quien obtuvo la nominación al Premio Óscar al mejor actor por su interpretación como el escritor y poeta cubano Reinaldo Arenas.

## Sinopsis
La vida de Reinaldo Arenas (Javier Bardem) se muestra desde su nacimiento en un ambiente rural y su temprana participación en la Revolución, hasta la persecución que más tarde iba a experimentar como escritor y homosexual en la Cuba de Castro; desde su salida de Cuba en el éxodo de 1980, hasta su exilio y muerte en los Estados Unidos. Es el retrato de un hombre cuyo afán de libertad artística, política y sexual desafió la pobreza, la censura, la persecución, el exilio y la muerte.

## Reparto
- Javier Bardem como Reinaldo Arenas.
  - Vito Maria Schnabel como Reinaldo adolescente.
- Johnny Depp como Bon Bon / Teniente Víctor.
- Olivier Martinez como Lázaro Gómez Carriles.
- Andrea Di Stefano como Pepe Malas.
- Santiago Magill como Tomás Diego.
- John Ortiz como Juan Abreu.
- Héctor Babenco como Virgilio Piñera.
- Manuel González como José Lezama Lima.
- Francisco Gattorno como Jorge Camacho.
- Marisol Padilla Sánchez como Margarita Camacho.
- Michael Wincott como Herberto Zorilla Ochoa.
- Sean Penn como Cuco Sánchez.
- Najwa Nimri como Fina Zorilla Ochoa.
- Diego Luna como Carlos.
- Cy y Olmo Schnabel como los compañeros de curso de Reinaldo.
- Eduardo Antonio como cantante del club nocturno

## Localización
Algunas escenas fueron filmadas en el interior del semi derruido ex templo jesuita "San Francisco Xavier", en el Puerto de Veracruz, así como en Mérida y Progreso en el estado de Yucatán, México.

## Recepción
El sitio Rotten Tomatoes tiene registrado una aceptación del 73% y en Metacritic tiene una calificación de 85 sobre 100. Roger Ebert del diario The New York Times le dio una puntuación de 3.5 de 4 estrellas y el crítico Peter Travers de la revista Rolling Stone le dio una calificación de 5 estrellas definiendo como un honor la creación de Arenas, Bardem y Schnabel.